# Loretánská kaple ve Fulneku
Zaniklá Loretánská kaple ve Fulneku na Novojičínsku se nacházela v severozápadní části Kapucínské ulice (čp. 281) západně od kostela svatého Josefa a kapucínského kláštera. Průčelí poutního místa Lorety bylo obráceno k městu a k zámku, ležícímu na protějším kopci.

## Historie

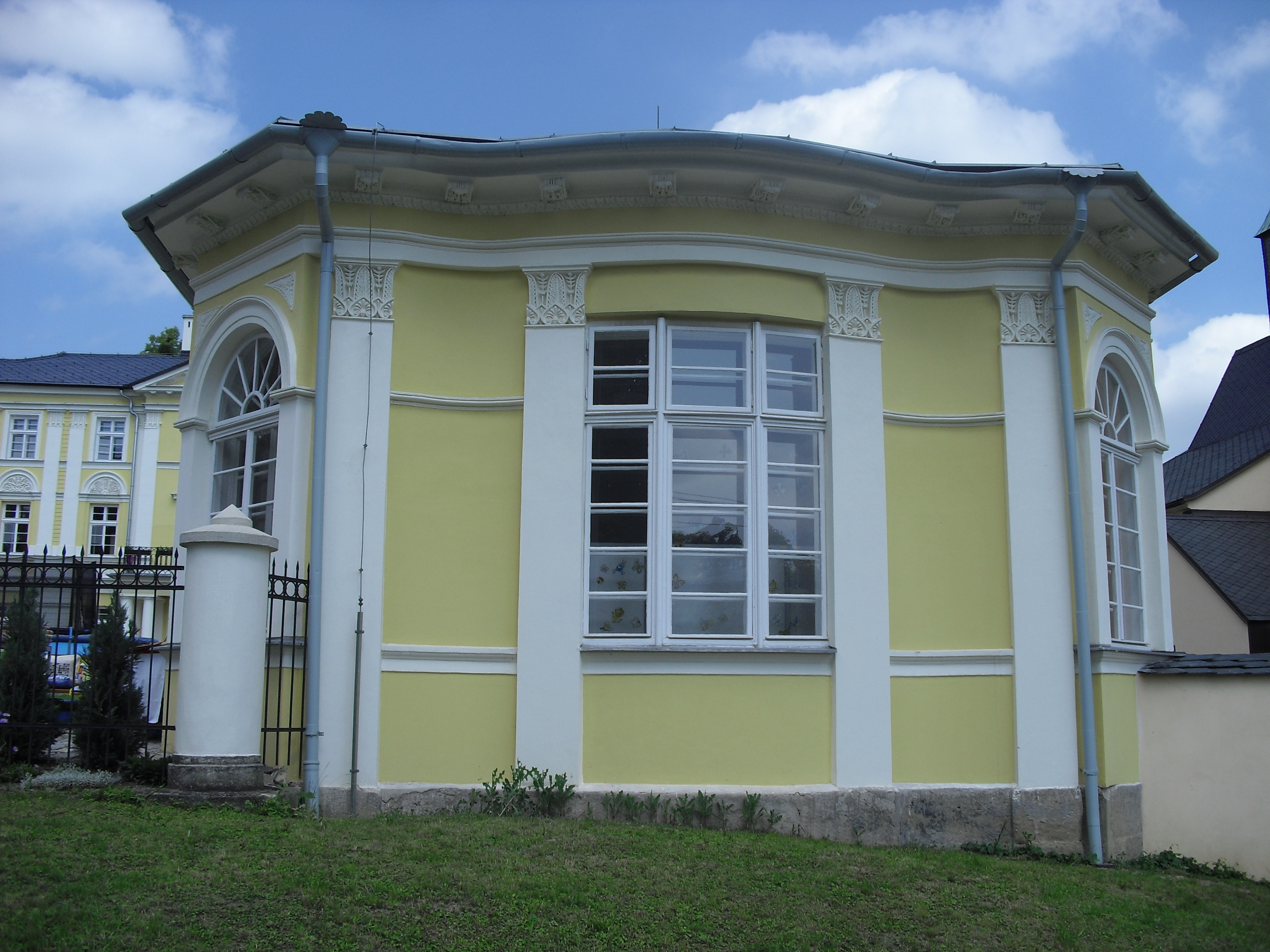
Bývalá pravá nárožní kaple poutního místa Loreta ve Fulneku, snížená o patro

Loretánská kaple (Santa Casa) byla postavena roku 1681. Jejím zakladatelem byl Jan František hrabě z Vrbna. Kaple stála za západní zdí kapucínského kláštera, založeného roku 1668, a byla v péči řádu až do svého zániku.
Roku 1703 byla kaple obestavěna loretánským ambitem, vyzdobeným roku 1710 nástěnnými malbami od Josefa Rendla. V letech 1705–1739 bylo poutní místo doplněno koncovou kaplí a třemi kaplemi nárožními. Jako první byla postavena roku 1705 velká koncová kaple svaté Anny. Byla obdélníkového půdorysu s trojosým, patrovým tympanonem, ukončeným průčelím. Ze tří nárožních kaplí byla jako první postavena kaple svatého Gaudentia (1715, v levém zadním rohu), osvětlená lucernou. Následovaly průčelní kaple – kruhová kaple svaté Maří Magdaleny (1727–29) a polygonální kaple svatého Kříže (1738) s konvexkonklávním čelem. Roku 1736 byla v průčelí ambitu vystavěna vstupní věž. Roku 1749 byla kaple svaté Maří Magdaleny nahrazena novou a spolu s kaplí svatého Kříže byla zvýšena o jedno patro. V téže době byly tyto dvě kaple vzájemně propojeny atikou. Zároveň nad přízemím a atikou vnikla galerie plastik.

### Zánik

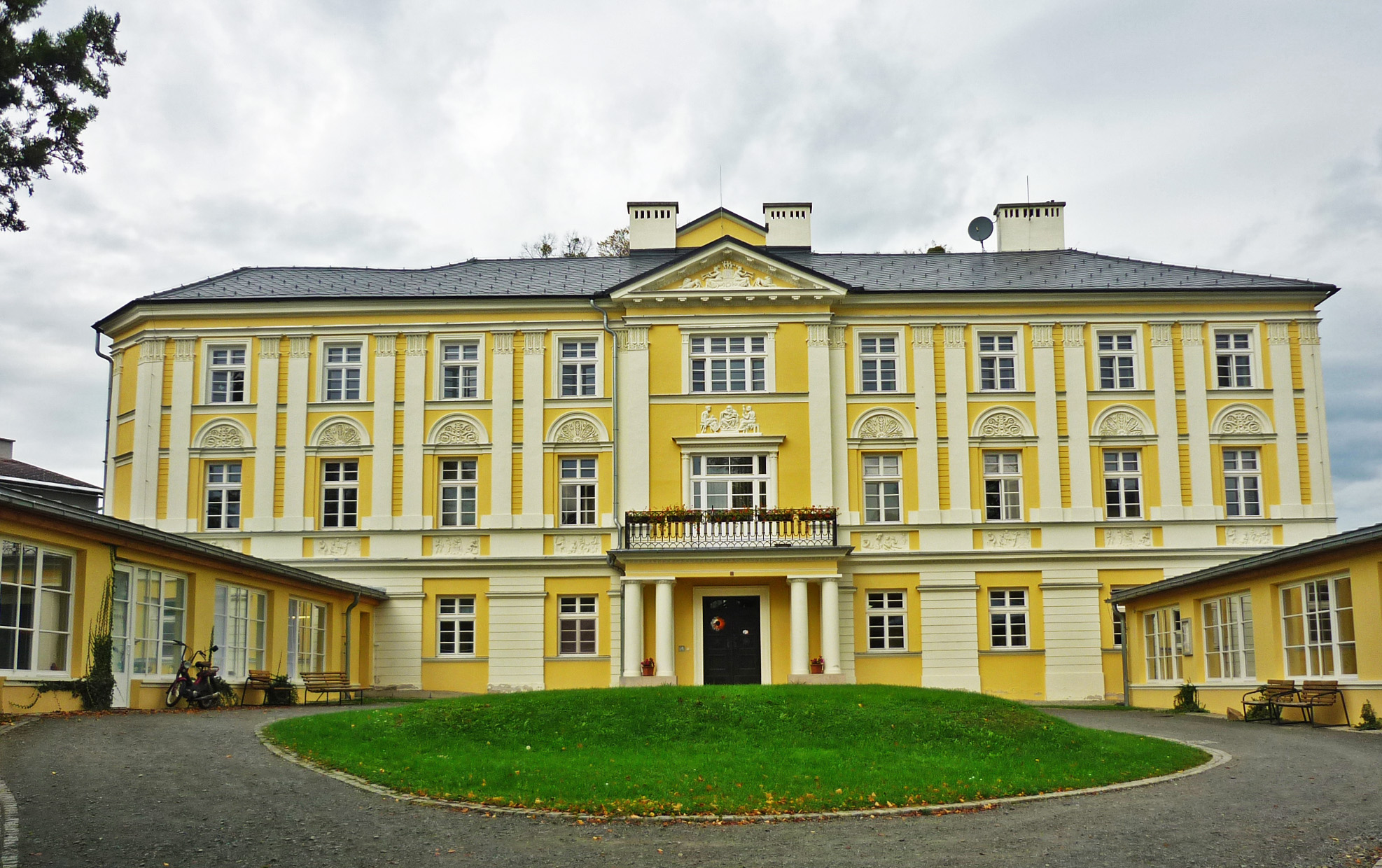
Vila Loreta

Po josefínských reformách byla kaple roku 1788 zrušena a spolu s průčelním křídlem s věží roku 1792 zbourána. Soška Loretánské Madony byla přenesena do kostela svatého Josefa.
Roku 1829 byla na místě Lorety postavena empírová Knoppova vila. Nádvoří před průčelím je původním loretánským nádvořím, podélné zdi po stranách jsou obvodovými zdmi starých ambitů. Z poutního místa se dochovaly části obvodové zdi ambitu a obě nárožní průčelní kaple u vstupu snížené o patro. Polygon, který uzavírá po levé straně vilu Loreta, odpovídá velikostí i umístěním kapli svatého Gaudentia.